# 王宅
王宅，江西上饶县人，明朝政治人物、進士出身。

## 生平
永樂二年，登進士。后選為翰林院庶吉士，編撰永樂大典。